# Ifoghas
Ifoghas és una confederació tribal dels tuaregs formada per unes 17.000 persones al sud del Sàhara a l'extrem nord de Mali a les muntanyes Adrar i les valls perifèriques on el uadis baixen a l'època de pluges.
La regió estava habitada per tribus songhai que van deixar algunes poblacions les restes de les quals encara existeixen. Després fou disputada entre tuaregs, maures i songhai fins que el grup dels tuaregs ifoghas es van erigir en senyors del territori, que era un encreuament de pistes de caravanes cap al Níger (Gao i Agadès), i l'Ahaggar i els oasis del nord.
Els ifoghas parlen el tamahakk, un dialecte de l'amazic. No tenien ni guerrers ni tribus servils. Es mouen en petits grups amb les seves tendes de pell de cabra i els seus petits ramats d'ovelles i cabres.
Les úniques poblacions permanents són el palmerar de Tessalit, al nord-oest, i el centre administratiu de Kidal, al sud, on hi ha l'únic mercat (els botiguers són amazics del Mzab i àrabs).